# Raoul Caours
Raoul Caours (« Le Caours », « de Caours » ou « de Cahours », ou encore « de Cahors »), né au début du XIVe siècle à Guérande et mort en captivité avant juillet 1354, est un chevalier et capitaine du XIVe siècle au service des rois de France et d'Angleterre.

## Biographie
Raoul Caours — que l'on retrouve en latin sous les formes Caturci et de Caturco — est originaire de Guérande. D'abord au service de Jean de Montfort, il obtient, le 31 décembre 1344, une lettre de rémission de 
Philippe VI, roi de France, par l'entremise de Charles de Blois, opposé à Jean de Montfort durant la guerre de Succession de Bretagne (1341 - 1364). La rémission est accordée en pardon des « rébellions dont il s'était rendu coupable et pour les excès qu'il avait commis dans les guerres de Bretagne » « tam in partibus Britannie, quam Pictavie et alibi » aux côtés d'Amaury de Clisson, également amnistié.
Il est nommé lieutenant en Poitou par Édouard III d'Angleterre le 2 janvier 1347 suivant, son pouvoir s'étendant aux Marches entre la Bretagne et le Poitou. Outre une forte somme d'argent, il reçoit une commission pour obtenir la soumission de Nantes.
Cette même année, il capture un capitaine français, Louis de Thouars et il est mentionné comme allié du roi d'Angleterre le 28 septembre 1347.
Lors de la trêve signée le 13 novembre 1348 entre la France et l'Angleterre, il fait partie des capitaines désignés par l'Angleterre parmi les juges et gardiens de la trève en Bretagne. Le 14 juin 1350 encore, il est mentionné comme allié des Anglais.
Sans doute à la suite d'une mésentente personnelle avec Gautier de Bentley — qui vient d'épouser Jeanne de Belleville, mère du connétable de France Olivier V de Clisson —, il change alors de camps. Son ralliement fait l'objet d'un traité, négocié en 1350 avec les commissaires du roi Jean, selon lequel il « s'engage à quitter le parti anglais et à servir fidèlement le roi de France » au prix de la restitution en sa faveur « des châteaux et terres de Beauvoir-sur-Mer, de l'Île-Chauvet, de Bouin et de Lampant » dont s'était emparé en 1349, Guillaume, dit le Galois de la Heuse, capitaine souverain pour le roi en Poitou.
En août 1350, il tue lors d'un guet-apens à Auray Thomas Dagworth (ou d'Agorne), lieutenant général du roi d'Angleterre et responsable militaire montfortiste,. Le 4 janvier 1351, il s'engage par contrat à fournir au roi français les villes de Vannes, Quimper et de Guérande, ainsi que d'autres places fortes. Le roi, dans ses lettres de janvier 1351, le nomme dilectus et fidelis consiliarius noster.
Raoul Caours reprend Noirmoutier aux Anglais à la fin de l'année 1351 ; il est fait prisonnier peu après par une bande emmené par le corsaire Maciot de Mareuil, un ancien bourgeois de Nantes, qui s'empare de l'île,. Des lettres de rémission et une rente de 200 livres sont proposées le 25 février 1352 aux agresseurs en échange de la libération des prisonniers et de la restitution de l'île à la France. Des lettres du 19 octobre 1353 montrent que les négociations n'ont pas encore abouti. Raoul Caours meurt en captivité avant juillet 1354.

« Raoul de Cahours est une figure de bandit les plus cyniques qu’offre le XIVe siècle, si riche pourtant en types de brigandage. Changer perpétuellement de parti au gré de son intérêt du moment, déjeuner de l’Angleterre et souper de la France, combattre le lendemain ceux qu’on servait la veille, trahir au plus offrant et dernier enchérisseur, tel est le métier que Raoul fait toute sa vie. »

— Siméon Luce, Histoire de Bertrand Du Guesclin : la jeunesse de Bertrand, 1876.